# 臨朮県
臨沭県（りんじゅつ-けん）は中華人民共和国江蘇省にかつて存在した県。現在の新沂市及び宿遷市沭陽県の境界一帯に相当する。
南北朝時代、梁により設置された。北周により廃止されている。